# Tiffany Thornton

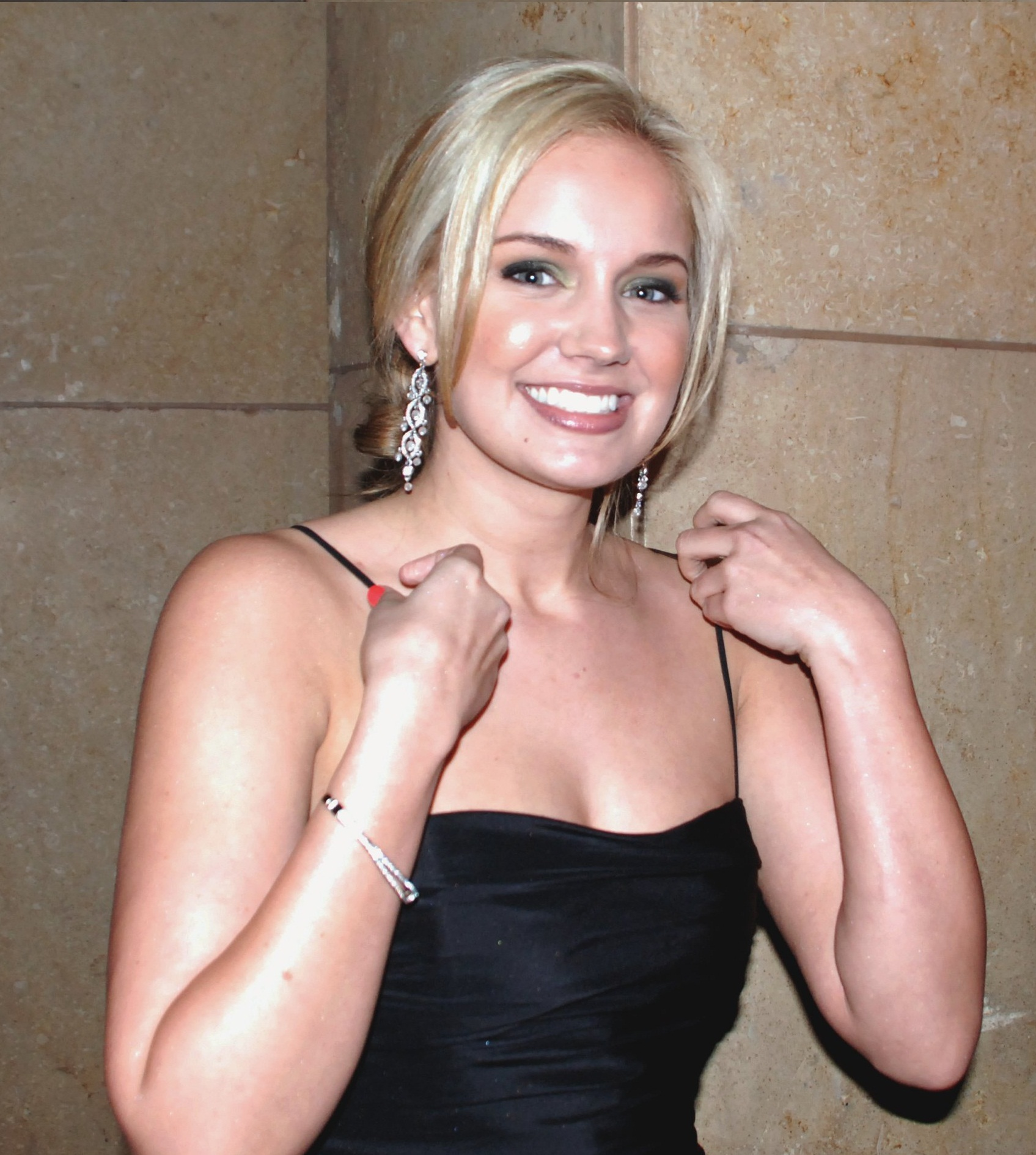
Tifanny Thornton 2009

Tiffany Dawn Thornton, född 14 februari 1986 i College Station, Texas, är en amerikansk skådespelare och sångare. Hon är mest känd för sin roll som Tawni Hart i Sonnys chans, men har varit med i bland annat Magi på Waverly Place och Hannah Montana.